# Nate Diaz
Nathan Donald "Nate" Diaz (Stockton, 16 aprile 1985) è un artista marziale misto statunitense.
Combatte nella categoria dei pesi leggeri e pesi welter per l'organizzazione statunitense UFC, nella quale è stato un contendente al titolo nel 2012 quando sfidò senza successo il campione Ben Henderson. Nel 2007 ha vinto la quinta serie del reality show The Ultimate Fighter. Con 15 UFC bonus award, è a pari merito con Joe Lauzon il fighter con il maggior numero di questi riconoscimenti.
Ha combattuto per il titolo dei pesi leggeri anche nella WEC, venendo tuttavia sconfitto da Hermes França. Ha inoltre lottato anche nelle promozioni Strikeforce e Pancrase.
È il fratello minore di Nick Diaz, anch'egli sotto contratto con la UFC.

## Biografia
Nate è nato e cresciuto a Stockton, in California, da una famiglia messicana-statunitense. Ha frequentato la Tokay High School e all'età di 11 anni ha iniziato ad allenarsi nelle arti marziali insieme a suo fratello Nick.
Sempre insieme a suo fratello, Nate gestisce una scuola di jiu-jitsu brasiliano a Stockton, denominata Nick Diaz Academy.
Nate segue inoltre un regime alimentare pescetariano e il 20 giugno 2018, è diventato padre di una bambina.

## Caratteristiche tecniche
Pur non avendo un fisico particolarmente atletico, Diaz possiede un'ottima resistenza ai colpi avversari: grazie ad essa riesce a continuare l'incontro anche se ferito seriamente e infatti soltanto tre delle sconfitte in carriera non sono giunte per decisione dei giudici. Nella fase di striking fa affidamento soprattutto sulla sua solida base nel pugilato ma dà il meglio di sé nella fase a terra grazie al suo notevole jiu jitsu brasiliano, di cui è cintura nera, per mezzo del quale ha vinto la maggior parte dei suoi combattimenti.
Esattamente come il fratello Nick è noto per il suo costante trash-talking nei confronti dell'avversario, tattica adottata sia prima che durante l'incontro.

## Carriera nelle arti marziali miste

### World Extreme Cagefighting e Strikeforce
Nate inizia come professionista nel 2004 direttamente con l'organizzazione World Extreme Cagefighting, al tempo una delle più prestigiose degli Stati Uniti.
In due anni combatte anche per le organizzazioni Pancrase, dove patisce una sconfitta contro Koji Oishi, e Strikeforce, ottenendo un record di 5-1 che gli vale la possibilità di combattere per il titolo dei Pesi leggeri WEC contro Hermes França. Verrà tuttavia sconfitto nel secondo round per sottomissione.

### Ultimate Fighting Championship

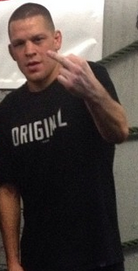
Nate Diaz in Messico

Entra nella UFC grazie alla quinta stagione del reality show The Ultimate Fighter, nella quale fa parte della squadra capitanata da Jens Pulver, e vince l'edizione sconfiggendo Manvel Gamburyan. Successivamente inanella ben quattro vittorie consecutive in altrettanti UFC Fight Night, l'ultima delle quali contro Josh Neer ai punti.
Dal 2009 il rendimento si fa più altalenante e incappa in due sconfitte consecutive contro Clay Guida e Joe Stevenson, ma termina l'anno con una vittoria su Melvin Guillard. Il 2010 è leggermente più positivo, dato che a fronte della sconfitta patita contro Gray Maynard per un punteggio discutibile riesce a vincere altri due incontri. Contemporaneamente ai suoi impegni in UFC, Nate segue in prima linea anche i compagni di palestra, molti dei quali impegnati in Strikeforce: proprio al termine di una gara che vedeva come protagonista il compagno Jake Shields contro Dan Henderson scoppia una rissa tra Nate, il fratello Nick e Gilbert Melendez contro Jason Miller.
Il 2011 inizia male con le sconfitte contro Kim Dong-Hyun e Rory MacDonald, ma gli ultimi tre mesi dell'anno sono da incorniciare in quanto Nate sconfigge due avversari di livello assoluto come Takanori Gomi, ultimo ed unico campione dei pesi leggeri Pride, e Donald Cerrone, al tempo considerato un top fighter.
Nell'incontro successivo, nel 2012, affrontò Jim Miller in un incontro che avrebbe visto il vincitore della sfida avvicinarsi prepotentemente ad un eventuale match per la cintura: Diaz controllò bene l'incontro, riuscendo a mandare a terra l'avversario nel primo round con un pugno, e nel secondo round lo sottomise con uno strangolamento; lo stesso Dana White dichiarò che nel prossimo incontro Diaz avrebbe affrontato il vincitore del rematch tra il campione in carica Ben Henderson e Frankie Edgar.
La sfida per il titolo contro Henderson prese vita nel dicembre 2012 a Seattle con l'evento UFC on Fox: Henderson vs. Diaz: Diaz non riuscì a far valere la propria tecnica nelle sottomissioni e la propria boxe e venne più volte portato a terra dall'avversario, che ottenne una meritata vittoria ai punti.
Nel 2013 venne sconfitto anche dall'ex campione Strikeforce Josh Thomson, il quale fu il primo a finalizzare Diaz grazie ad un KO tecnico durante la seconda ripresa. Nel maggio 2013 venne sospeso e multato di 20.000 dollari per un tweet pubblicato sulla sua pagina ritenututo omofobo. Nel novembre dello stesso anno affrontò e sconfisse il due volte contendente al titolo Gray Maynard con un veloce KO tecnico che gli valse il premio Knockout of the Night: si trattò della terza sfida tra Diaz e Maynard contando anche il match disputato nel 2007 per la quinta stagione di The Ultimate Fighter.
Nel 2014 Nate rifiutò diversi incontri proposti dall'UFC e a maggio, ancor privo di un avversario da affrontare, venne escluso dai ranking di categoria. Tornò a combattere in dicembre contro il top contender Rafael dos Anjos, mancando nettamente il limite di peso e venendo dominato dall'avversario dall'inizio alla fine.
A maggio del 2015 avrebbe dovuto vedersela con Matt Brown, ma a metà aprile Brown annunciò la sua decisione di non voler affrontare Diaz.
Dopo un anno lontano dalle competizioni, Diaz affrontò Michael Johnson a dicembre del 2015. Durante l'incontro dimostrò la sua superiorità nella boxe, che lo portò a vincere l'incontro per decisione unanime, e inoltre ottenne per la sesta volta il premio Fight of the Night.
A marzo del 2016 affronta il campione dei pesi piuma UFC Conor McGregor in un match valido per la categoria dei pesi welter sostituendo l'infortunato Rafael dos Anjos. Durante uno dei numerosi staredown per promuovere UFC 196 Conor ha colpito con un pugno violento la mano di Diaz, che a fine conferenza appare ferito, ma questo incidente non ha avuto conseguenze e Conor non è stato sanzionato. Durante la prima ripresa Conor ferisce al volto Diaz, causandogli una ferita e un rigonfiamento all'occhio. Nate, tuttavia, durante l'incontro mostra la sua superiorità in termini di resistenza e, nonostante la ferita, mostra di essere in grado di tener testa a McGregor come pugile. Durante la seconda ripresa Conor viene stordito da un gancio violento sul mento e da una successiva raffica di violenti colpi al volto e, non avendo altra scelta, decide di spostare il combattimento a terra, dove però viene facilmente sottomesso per strangolamento da Diaz grazie al suo superiore BJJ. Nonostante fosse lo sfavorito, Diaz scioccò l'intera comunità delle MMA sconfiggendo Conor McGregor e con questa vittoria ottenne i riconoscimenti Fight of the Night e Performance of the Night.
Il rematch con McGregor doveva svolgersi, ancora una volta nella categoria dei pesi welter, il 9 luglio all'evento UFC 200. Tuttavia il 19 aprile, la UFC annunciò la rimozione dell'irlandese dal match contro Diaz per non aver partecipato alla conferenza stampa di Las Vegas. L'intero incontro venne quindi spostato per UFC 202. Nei primi due round, Diaz si trovò in netta difficoltà nel fronteggiare lo striking del suo avversario, finendo infatti più volte al tappeto. Nelle due riprese successive, sfruttò la stanchezza dell'irlandese a suo vantaggio, mettendo a segno svariete combinazioni di colpi. Dopo un incontro durato ben 5 round, Diaz perse per decisione di maggioranza, con i primi due giudici che assegnarono un punteggio di 48 a 47 a favore di Conor ed il terzo giudice con un punteggio di parità. Diaz ottenne il riconoscimento Fight of the Night raggiungendo una quota di 15 premi vinti, stabilendo così il record per il maggior numero di premi vinti nella storia della UFC.
Dopo un lungo periodo di assenza di tre anni, dovuto principalmente al disaccordo nei confronti degli avversari propostigli dalla dirigenza UFC, Nate Diaz torna a combattere nell'agosto 2019 contro l'ex campione dei pesi leggeri Anthony Pettis, con il quale in passato c'erano stati degli screzi, imponendosi per decisione unanime.
Ritorna a combattere appena due mesi dopo contro Jorge Masvidal, perdendo all'inizio del quarto round a causa di uno stop medico avvenuto in seguito a delle ferite riportate all'occhio destro. Il 12 giugno 2021 affronta invece Leon Edwards, perdendo l'incontro per decisione unanime.
Diaz ritorna nell'ottagono l'11 settembre 2022 per disputare l'ultimo incontro previsto dal suo contratto. Nate Diaz avrebbe dovuto sfidare l'imbattuto Chamzat Čimaev ma quest'ultimo mancò il peso per 7.5 libbre. Questo causò il rimescolamento di tre incontri previsti per l'evento UFC 279 e, con sole 24 ore di preavviso, Nate Diaz si trova ad affrontare Tony Ferguson. Diaz vincerà l'incontro al quarto round per sottomissione.

## Carriera nel pugilato

### Jake Paul vs. Nate Diaz
Il 12 aprile del 2023, viene annunciato un incontro con Jake Paul, da tenersi per il 5 agosto dello stesso anno a Dallas, in Texas. Nonostante originariamente l'incontro dovesse svolgersi per 8 round, viene in seguito esteso a 10. Diaz perde l'incontro per decisione unanime.

## Risultati nelle arti marziali miste
Gli incontri segnati su sfondo grigio si riferiscono ad incontri di esibizione non ufficiali o comunque non validi per essere integrati nel record da professionista.
| Risultato | Record | Avversario       | Metodo                                 | Evento                                                        | Data              | Round | Tempo | Città                        | Note                                                                        |
| --------- | ------ | ---------------- | -------------------------------------- | ------------------------------------------------------------- | ----------------- | ----- | ----- | ---------------------------- | --------------------------------------------------------------------------- |
| Vittoria  | 21-13  | Tony Ferguson    | Sottomisione (Ghigliotina)             | UFC 279: Diaz vs. Ferguson                                    | 11 settembre 2022 | 4     | 2:52  | Paradise, Stati Uniti        | Performance of the Night                                                    |
| Sconfitta | 20-13  | Leon Edwards     | decisione (unanime)                    | UFC 263: Adesanya vs. Vettori 2                               | 12 giugno 2021    | 5     | 5:00  | Glendale, Stati Uniti        |                                                                             |
| Sconfitta | 20-12  | Jorge Masvidal   | KO Tecnico (Stop medico)               | UFC 244: Masvidal vs. Diaz                                    | 2 novembre 2019   | 3     | 5:00  | New York, Stati Uniti        |                                                                             |
| Vittoria  | 20-11  | Anthony Pettis   | Decisione (unanime)                    | UFC 241: Cormier vs. Miocic 2                                 | 17 agosto 2019    | 3     | 5:00  | Anaheim, Stati Uniti         |                                                                             |
| Sconfitta | 19-11  | Conor McGregor   | Decisione (maggioranza)                | UFC 202: Diaz vs. McGregor 2                                  | 20 agosto 2016    | 5     | 5:00  | Las Vegas, Stati Uniti       | Fight of the Night                                                          |
| Vittoria  | 19-10  | Conor McGregor   | Sottomissione (rear naked choke)       | UFC 196: McGregor vs. Diaz                                    | 5 marzo 2016      | 2     | 4:12  | Las Vegas, Stati Uniti       | Fight of the Night, Performance of the Night, Submission of the Year (2016) |
| Vittoria  | 18-10  | Michael Johnson  | Decisione (unanime)                    | UFC on Fox: dos Anjos vs. Cerrone 2                           | 19 dicembre 2015  | 3     | 5:00  | Orlando, Stati Uniti         | Fight of the Night                                                          |
| Sconfitta | 17-10  | Rafael dos Anjos | Decisione (unanime)                    | UFC on Fox: dos Santos vs. Miocic                             | 13 dicembre 2014  | 3     | 5:00  | Phoenix, Stati Uniti         |                                                                             |
| Vittoria  | 17-9   | Gray Maynard     | KO Tecnico (pugni)                     | The Ultimate Fighter 18 Finale                                | 30 novembre 2013  | 1     | 2:38  | Las Vegas, Stati Uniti       | Knockout of the Night                                                       |
| Sconfitta | 16-9   | Josh Thomson     | KO Tecnico (calcio alla testa e pugni) | UFC on Fox: Henderson vs. Melendez                            | 20 aprile 2013    | 2     | 3:44  | San Jose, Stati Uniti        |                                                                             |
| Sconfitta | 16-8   | Ben Henderson    | Decisione (unanime)                    | UFC on Fox: Henderson vs. Diaz                                | 8 dicembre 2012   | 5     | 5:00  | Seattle, Stati Uniti         | Per il titolo dei pesi leggeri UFC                                          |
| Vittoria  | 16-7   | Jim Miller       | Sottomissione (ghigliottina)           | UFC on Fox: Diaz vs. Miller                                   | 5 maggio 2012     | 2     | 4:09  | East Rutherford, Stati Uniti | Submission of the Night                                                     |
| Vittoria  | 15–7   | Donald Cerrone   | Decisione (unanime)                    | UFC 141: Lesnar vs. Overeem                                   | 30 dicembre 2011  | 3     | 5:00  | Las Vegas, Stati Uniti       | Fight of the Night                                                          |
| Vittoria  | 14–7   | Takanori Gomi    | Sottomissione (armbar)                 | UFC 135: Jones vs. Rampage                                    | 24 settembre 2011 | 1     | 4:27  | Denver, Stati Uniti          | Passa ai pesi leggeri, Submission of the Night                              |
| Sconfitta | 13–7   | Rory MacDonald   | Decisione (unanime)                    | UFC 129: St-Pierre vs. Shields                                | 30 aprile 2011    | 3     | 5:00  | Toronto, Canada              |                                                                             |
| Sconfitta | 13–6   | Kim Dong-Hyun    | Decisione (unanime)                    | UFC 125: Resolution                                           | 1º gennaio 2011   | 3     | 5:00  | Las Vegas, Stati Uniti       |                                                                             |
| Vittoria  | 13–5   | Marcus Davis     | Sottomissione (ghigliottina)           | UFC 118: Edgar vs. Penn 2                                     | 28 agosto 2010    | 3     | 4:02  | Boston, Stati Uniti          | Fight of the Night                                                          |
| Vittoria  | 12–5   | Rory Markham     | KO Tecnico (pugni)                     | UFC 111: St-Pierre vs. Hardy                                  | 27 marzo 2010     | 1     | 2:47  | Newark, Stati Uniti          | Passa ai pesi welter                                                        |
| Sconfitta | 11–5   | Gray Maynard     | Decisione (non unanime)                | UFC Fight Night: Maynard vs. Diaz                             | 11 gennaio 2010   | 3     | 5:00  | Fairfax, Stati Uniti         |                                                                             |
| Vittoria  | 11–4   | Melvin Guillard  | Sottomissione (ghigliottina)           | UFC Fight Night: Diaz vs. Guillard                            | 16 settembre 2009 | 2     | 2:13  | Oklahoma City, Stati Uniti   | Submission of the Night                                                     |
| Sconfitta | 10–4   | Joe Stevenson    | Decisione (unanime)                    | The Ultimate Fighter: United States vs. United Kingdom Finale | 20 giugno 2009    | 3     | 5:00  | Las Vegas, Stati Uniti       | Fight of the Night                                                          |
| Sconfitta | 10-3   | Clay Guida       | Decisione (non unanime)                | UFC 94: St-Pierre vs. Penn 2                                  | 31 gennaio 2009   | 3     | 5:00  | Las Vegas, Stati Uniti       | Fight of the Night                                                          |
| Vittoria  | 10–2   | Josh Neer        | Decisione (non unanime)                | UFC Fight Night: Diaz vs. Neer                                | 17 settembre 2008 | 3     | 5:00  | Omaha, Stati Uniti           | Fight of the Night                                                          |
| Vittoria  | 9-2    | Kurt Pellegrino  | Sottomissione (triangolo)              | UFC Fight Night: Florian vs. Lauzon                           | 2 aprile 2008     | 2     | 3:06  | Broomfield, Stati Uniti      | Submission of the Night                                                     |
| Vittoria  | 8–2    | Alvin Robinson   | Sottomissione (triangolo)              | UFC Fight Night: Swick vs Burkman                             | 23 gennaio 2008   | 1     | 3:39  | Las Vegas, Stati Uniti       | Submission of the Night                                                     |
| Vittoria  | 7–2    | Junior Assunção  | Sottomissione (ghigliottina)           | UFC Fight Night: Thomas vs Florian                            | 19 settembre 2007 | 1     | 4:10  | Las Vegas, Stati Uniti       |                                                                             |
| Vittoria  | 6–2    | Manvel Gamburyan | KO Tecnico (infortunio)                | The Ultimate Fighter 5 Finale                                 | 23 giugno 2007    | 2     | 0:20  | Las Vegas, Stati Uniti       | Vince il torneo dei pesi leggeri TUF 5                                      |
| Vittoria  | NU     | Gray Maynard     | Sottomissione (ghigliottina)           | The Ultimate Fighter 5                                        | 14 giugno 2007    | 2     | 1:17  | Las Vegas, Stati Uniti       | Torneo dei pesi leggeri TUF 5, Semifinale                                   |
| Vittoria  | NU     | Corey Hill       | Sottomissione (triangolo)              | The Ultimate Fighter 5                                        | 7 giugno 2007     | 1     | 3:02  | Las Vegas, Stati Uniti       | Torneo dei pesi leggeri TUF 5, Secondo turno                                |
| Vittoria  | NU     | Rob Emerson      | Sottomissione (rear naked choke)       | The Ultimate Fighter 5                                        | 19 aprile 2007    | 2     | 4:45  | Las Vegas, Stati Uniti       | Torneo dei pesi leggeri TUF 5, Primo turno                                  |
| Sconfitta | 5–2    | Hermes França    | Sottomissione (armbar)                 | WEC 24: Halloween Fury 5: Full Force                          | 12 ottobre 2006   | 2     | 2:46  | Lemoore, Stati Uniti         | Per il titolo dei pesi leggeri WEC                                          |
| Vittoria  | 5–1    | Dennis Davis     | Sottomissione (keylock)                | Warrior Cup                                                   | 12 agosto 2006    | 1     | 2:00  | Stockton, Stati Uniti        |                                                                             |
| Vittoria  | 4–1    | Joe Hurley       | Sottomissione (gogoplata)              | WEC 21: Tapout                                                | 15 giugno 2006    | 2     | 2:03  | Highland, Stati Uniti        |                                                                             |
| Vittoria  | 3–1    | Gil Rael         | KO Tecnico (pugni)                     | WEC 20: Cinco de Mayhem                                       | 5 maggio 2006     | 1     | 3:35  | Lemoore, Stati Uniti         |                                                                             |
| Vittoria  | 2–1    | Tony Juares      | KO Tecnico (pugni)                     | Strikeforce: Shamrock vs. Gracie                              | 10 marzo 2006     | 1     | 3:23  | San Jose, Stati Uniti        | Debutto in Strikeforce                                                      |
| Sconfitta | 1–1    | Koji Oishi       | Decisione (unanime)                    | Pancrase 2005 Neo Blood Tournament Finals                     | 27 agosto 2005    | 3     | 5:00  | Tokyo, Giappone              |                                                                             |
| Vittoria  | 1–0    | Alejandro Garcia | Sottomissione (triangolo)              | WEC 12: Halloween Fury 3                                      | 21 ottobre 2004   | 3     | 2:17  | Lemoore, Stati Uniti         | Debutto in WEC                                                              |

## Risultati nel pugilato
| Risultato | Record | Avversario | Metodo | Evento                 | Data          | Round | Tempo | Città         | Note    |
| --------- | ------ | ---------- | ------ | ---------------------- | ------------- | ----- | ----- | ------------- | ------- |
| Sconfitta | 0-1    | Jake Paul  | UD     | Jake Paul vs Nate Diaz | 5 agosto 2023 | 10    |       | Dallas, Texas | Debutto |

Legenda
NC: no contest
KO: knockout
UD: decisione unanime
SD: decisione non unanime
SQ: squalifica
TKO: knockout tecnico.